# Bizkaikoloreak
De Bizkaikoloreak is een meerdaagse wielerwedstrijd voor vrouwen junioren (17 en 18 jaar) die voor het eerst werd georganiseerd in 2020. Vanaf de eerste editie maakte de wedstrijd deel uit van de UCI Women Junior Nations' Cup. De eerste editie werd gewonnen door de Spaanse Ines Cantera.

## Lijst van winnaressen

### Overwinningen per land
| Overwinningen | Land                                           |
| ------------- | ---------------------------------------------- |
| 2             | Nederland                                      |
| 1             | Frankrijk, Italië, Spanje, Verenigd Koninkrijk |